# Deelnemers UEFA-toernooien Portugal
Onderstaande tabellen bevatten de deelnemers aan de UEFA-toernooien uit Portugal.

## Mannen
NB Klikken op de clubnaam geeft een link naar het Wikipedia-artikel over het betreffende toernooi in het betreffende seizoen.
| Seizoen | Europacup I                                 | Europacup II                                                                      | Jaarbeursstedenbeker                                     |                    |
| ------- | ------------------------------------------- | --------------------------------------------------------------------------------- | -------------------------------------------------------- | ------------------ |
| 1955/56 | Sporting CP                                 |                                                                                   |                                                          |                    |
| 1956/57 | FC Porto                                    |                                                                                   |                                                          |                    |
| 1957/58 | SL Benfica                                  |                                                                                   |                                                          |                    |
| 1958/59 | Sporting CP                                 |                                                                                   |                                                          |                    |
| 1959/60 | FC Porto                                    |                                                                                   |                                                          |                    |
| 1960/61 | SL Benfica                                  |                                                                                   |                                                          |                    |
| 1961/62 | SL Benfica Sporting CP                      | Leixões SC                                                                        | CF Os Belenenses                                         |                    |
| 1962/63 | SL Benfica Sporting CP                      | Vitória Setúbal                                                                   | CF Os Belenenses FC Porto                                |                    |
| 1963/64 | SL Benfica                                  | Sporting CP                                                                       | CF Os Belenenses FC Porto                                |                    |
| 1964/65 | SL Benfica                                  | FC Porto Sporting CP                                                              | CF Os Belenenses Leixões SC                              |                    |
| 1965/66 | SL Benfica                                  | Vitória Setúbal                                                                   | CUF Barreiro FC Porto Sporting CP                        |                    |
| 1966/67 | Sporting CP                                 | Sporting Braga                                                                    | SL Benfica FC Porto Vitória Setúbal                      |                    |
| 1967/68 | SL Benfica                                  | Vitória Setúbal                                                                   | CUF Barreiro FC Porto Sporting CP                        |                    |
| 1968/69 | SL Benfica                                  | FC Porto                                                                          | Academica Coimbra Leixões SC Sporting CP Vitória Setúbal |                    |
| 1969/70 | SL Benfica                                  | Academica Coimbra                                                                 | FC Porto Sporting CP Vitória Guimarães Vitória Setúbal   |                    |
| 1970/71 | Sporting CP                                 | SL Benfica                                                                        | FC Barreirense Vitória Guimarães Vitória Setúbal         |                    |
| Seizoen | Europacup I                                 | Europacup II                                                                      | UEFA Cup                                                 |                    |
| 1971/72 | SL Benfica                                  | Sporting CP                                                                       | Academica Coimbra FC Porto Vitória Setúbal               |                    |
| 1972/73 | SL Benfica                                  | Sporting CP                                                                       | CUF Barreiro FC Porto Vitória Setúbal                    |                    |
| 1973/74 | SL Benfica                                  | Sporting CP                                                                       | CF Os Belenenses Vitória Setúbal                         |                    |
| 1974/75 | Sporting CP                                 | SL Benfica                                                                        | FC Porto Vitória Setúbal                                 |                    |
| 1975/76 | SL Benfica                                  | Boavista FC                                                                       | FC Porto Sporting CP                                     |                    |
| 1976/77 | SL Benfica                                  | Boavista FC                                                                       | CF Os Belenenses FC Porto                                |                    |
| 1977/78 | SL Benfica                                  | FC Porto                                                                          | Boavista FC Sporting CP                                  |                    |
| 1978/79 | FC Porto                                    | Sporting CP                                                                       | SL Benfica Sporting Braga                                |                    |
| 1979/80 | FC Porto                                    | Boavista FC                                                                       | SL Benfica Sporting CP                                   |                    |
| 1980/81 | Sporting CP                                 | SL Benfica                                                                        | Boavista FC FC Porto                                     |                    |
| 1981/82 | SL Benfica                                  | FC Porto                                                                          | Boavista FC Sporting CP                                  |                    |
| 1982/83 | Sporting CP                                 | Sporting Braga                                                                    | SL Benfica FC Porto                                      |                    |
| 1983/84 | SL Benfica                                  | FC Porto                                                                          | Sporting CP Vitória Guimarães                            |                    |
| 1984/85 | SL Benfica                                  | FC Porto                                                                          | Sporting Braga Sporting CP                               |                    |
| 1985/86 | FC Porto                                    | SL Benfica                                                                        | Boavista FC Portimonense SC Sporting CP                  |                    |
| 1986/87 | FC Porto                                    | SL Benfica                                                                        | Boavista FC Sporting CP Vitória Guimarães                |                    |
| 1987/88 | SL Benfica FC Porto                         | Sporting CP                                                                       | CF Os Belenenses GD Chaves Vitória Guimarães             |                    |
| 1988/89 | FC Porto                                    | Vitória Guimarães                                                                 | CF Os Belenenses SL Benfica Sporting CP                  |                    |
| 1989/90 | SL Benfica                                  | CF Os Belenenses                                                                  | Boavista FC FC Porto Sporting CP                         |                    |
| 1990/91 | FC Porto                                    | Estrela da Amadora                                                                | SL Benfica Sporting CP Vitória Guimarães                 |                    |
| 1991/92 | SL Benfica                                  | FC Porto                                                                          | Boavista FC SC Salgueiros Sporting CP                    |                    |
| Seizoen | Champions League                            | Europacup II                                                                      | UEFA Cup                                                 | Intertoto Cup      |
| 1992/93 | FC Porto                                    | Boavista FC                                                                       | SL Benfica Sporting CP Vitória Guimarães                 |                    |
| 1993/94 | FC Porto                                    | SL Benfica                                                                        | Boavista FC CS Marítimo Sporting CP                      |                    |
| 1994/95 | SL Benfica                                  | FC Porto                                                                          | Boavista FC CS Marítimo Sporting CP                      |                    |
| 1995/96 | FC Porto                                    | Sporting CP                                                                       | SL Benfica SC Farense Vitória Guimarães                  | Uniao Leiria       |
| 1996/97 | FC Porto                                    | SL Benfica                                                                        | Boavista FC Sporting CP Vitória Guimarães                |                    |
| 1997/98 | FC Porto Sporting CP                        | Boavista FC                                                                       | SL Benfica Sporting Braga Vitória Guimarães              |                    |
| 1998/99 | SL Benfica FC Porto                         | Sporting Braga                                                                    | CS Marítimo Sporting CP Vitória Guimarães                | Estrela da Amadora |
| Seizoen | Champions League                            | UEFA Cup                                                                          | Intertoto Cup                                            |                    |
| 1999/00 | Boavista FC FC Porto                        | SC Beira-Mar SL Benfica Sporting CP Vitória Setúbal                               |                                                          |                    |
| 2000/01 | FC Porto -> Sporting CP                     | FC Porto SL Benfica Boavista FC                                                   |                                                          |                    |
| 2001/02 | Boavista FC FC Porto                        | CS Marítimo Sporting CP                                                           |                                                          |                    |
| 2002/03 | Boavista FC -> Sporting CP ->               | Boavista FC Sporting CP Leixões SC FC Porto                                       | CF Os Belenenses Santa Clara Uniao Leiria                |                    |
| 2003/04 | SL Benfica -> FC Porto                      | SL Benfica Sporting CP Uniao Leiria                                               |                                                          |                    |
| 2004/05 | SL Benfica -> FC Porto                      | SL Benfica CS Marítimo CD Nacional Sporting Braga Sporting CP                     | Uniao Leiria                                             |                    |
| 2005/06 | SL Benfica FC Porto Sporting CP ->          | Sporting CP Sporting Braga Vitória Guimarães Vitória Setúbal                      | Uniao Leiria                                             |                    |
| 2006/07 | SL Benfica -> FC Porto Sporting CP          | SL Benfica CD Nacional Sporting Braga Vitória Setúbal                             |                                                          |                    |
| 2007/08 | SL Benfica FC Porto Sporting CP             | CF Os Belenenses Paços Ferreira Sporting Braga Uniao Leiria                       | <- Uniao Leiria                                          |                    |
| 2008/09 | FC Porto Sporting CP Vitória Guimarães ->   | Vitória Guimarães SL Benfica CS Marítimo Vitória Setúbal Sporting Braga           | <- Sporting Braga                                        |                    |
| Seizoen | Champions League                            | Europa League                                                                     |                                                          |                    |
| 2009/10 | FC Porto Sporting CP ->                     | Sporting CP SL Benfica CD Nacional Paços Ferreira Sporting Braga                  |                                                          |                    |
| 2010/11 | SL Benfica -> Sporting Braga ->             | SL Benfica Sporting Braga FC Porto CS Marítimo Sporting CP                        |                                                          |                    |
| 2011/12 | SL Benfica FC Porto ->                      | FC Porto CD Nacional Sporting Braga Sporting CP Vitória Guimarães                 |                                                          |                    |
| 2012/13 | SL Benfica -> FC Porto Sporting Braga       | SL Benfica Academica Coimbra CS Marítimo Sporting CP                              |                                                          |                    |
| 2013/14 | SL Benfica -> FC Porto -> Paços Ferreira -> | SL Benfica FC Porto Paços Ferreira Estoril-Praia Sporting Braga Vitória Guimarães |                                                          |                    |
| 2014/15 | SL Benfica FC Porto Sporting CP ->          | Sporting CP Estoril-Praia CD Nacional Rio Ave                                     |                                                          |                    |
| 2015/16 | SL Benfica FC Porto -> Sporting CP ->       | FC Porto Sporting CP CF Os Belenenses Sporting Braga Vitória Guimarães            |                                                          |                    |
| 2016/17 | SL Benfica FC Porto Sporting CP             | FC Arouca Rio Ave Sporting Braga                                                  |                                                          |                    |
| 2017/18 | SL Benfica FC Porto Sporting CP ->          | Sporting CP CS Marítimo Sporting Braga Vitória Guimarães                          |                                                          |                    |
| 2018/19 | SL Benfica -> FC Porto                      | SL Benfica Rio Ave Sporting Braga Sporting CP                                     |                                                          |                    |
| 2019/20 | SL Benfica -> FC Porto ->                   | SL Benfica FC Porto Sporting Braga Sporting CP Vitória Guimarães                  |                                                          |                    |
| 2020/21 | SL Benfica -> FC Porto                      | SL Benfica Rio Ave Sporting Braga Sporting CP                                     |                                                          |                    |
| Seizoen | Champions League                            | Europa League                                                                     | Europa Conference League                                 |                    |
| 2021/22 | SL Benfica FC Porto Sporting CP             | Sporting Braga                                                                    | Paços de Ferreira Santa Clara                            |                    |

### Deelnames
Aantal seizoenen
| 61x SL Benfica 61x Sporting CP 60x FC Porto 23x Sporting Braga 19x Boavista FC 19x Vitória Guimarães 15x Vitória Setúbal 12x CF Os Belenenses 09x CS Marítimo 06x União Leiria 05x CD Nacional 04x Académica Coimbra 04x Leixões SC 04x FC Paços de Ferreira 04x Rio Ave FC | 03x CUF Barreiro 02x GD Estoril-Praia 02x CF Estrela da Amadora 02x CD Santa Clara 01x FC Arouca 01x FC Barreirense 01x SC Beira-Mar 01x GD Chaves 01x SC Farense 01x Portimonense SC 01x SC Salgueiros |

## Vrouwen
NB Klikken op de clubnaam geeft een link naar het Wikipedia-artikel over het betreffende toernooi in het betreffende seizoen.
| Seizoen | Women's Cup       |
| ------- | ----------------- |
| 2001/02 | Gatões FC         |
| 2002/03 | SU 1° Dezembro    |
| 2003/04 | SU 1° Dezembro    |
| 2004/05 | SU 1° Dezembro    |
| 2005/06 | SU 1° Dezembro    |
| 2006/07 | SU 1° Dezembro    |
| 2007/08 | SU 1° Dezembro    |
| 2008/09 | SU 1° Dezembro    |
| Seizoen | Champions League  |
| 2009/10 | SU 1° Dezembro    |
| 2010/11 | SU 1° Dezembro    |
| 2011/12 | SU 1° Dezembro    |
| 2012/13 | SU 1° Dezembro    |
| 2013/14 | Atlético Ouriense |
| 2014/15 | Atlético Ouriense |
| 2015/16 | CF Benfica        |
| 2016/17 | CF Benfica        |
| 2017/18 | Sporting CP       |
| 2018/19 | Sporting Braga    |
| 2020/21 | CF Benfica        |
| 2021/22 | CF Benfica        |

### Deelnames
11x SU 1° Dezembro
04x CF Benfica
02x Atlético Ouriense
02x Sporting CP
01x Gatões FC
01x Sporting Braga
Albanië ·
Andorra ·
Armenië ·
Azerbeidzjan ·
België ·
Bosnië en Herzegovina ·
Bulgarije ·
Cyprus ·
Denemarken ·
Duitsland ·
Engeland ·
Estland ·
Faeröer ·
Finland ·
Frankrijk ·
Georgië ·
Gibraltar ·
Griekenland ·
Hongarije ·
Ierland ·
IJsland ·
Israël ·
Italië ·
Kazachstan ·
Kroatië ·
Kosovo ·
Letland ·
Liechtenstein ·
Litouwen ·
Luxemburg ·
Malta ·
Moldavië ·
Montenegro ·
Nederland ·
Noord-Ierland ·
Noord-Macedonië ·
Noorwegen ·
Oekraïne ·
Oostenrijk ·
Polen ·
Portugal ·
Roemenië ·
Rusland ·
San Marino ·
Schotland ·
Servië ·
Slovenië ·
Slowakije ·
Spanje ·
Tsjechië ·
Turkije ·
Wales ·
Wit-Rusland ·
Zweden ·
Zwitserland

Historie:
DDR ·
Joegoslavië ·
Saarland ·
Sovjet-Unie ·
Tsjecho-Slowakije